# Гороховский, Эдуард Семёнович
Эдуард Семёнович Гороховский (12 июня 1929, Винница — 30 июня 2004, Оффенбах-ам-Майн) — советский и немецкий художник, классик московского концептуализма, основатель российского «photo-based art».

## Биография

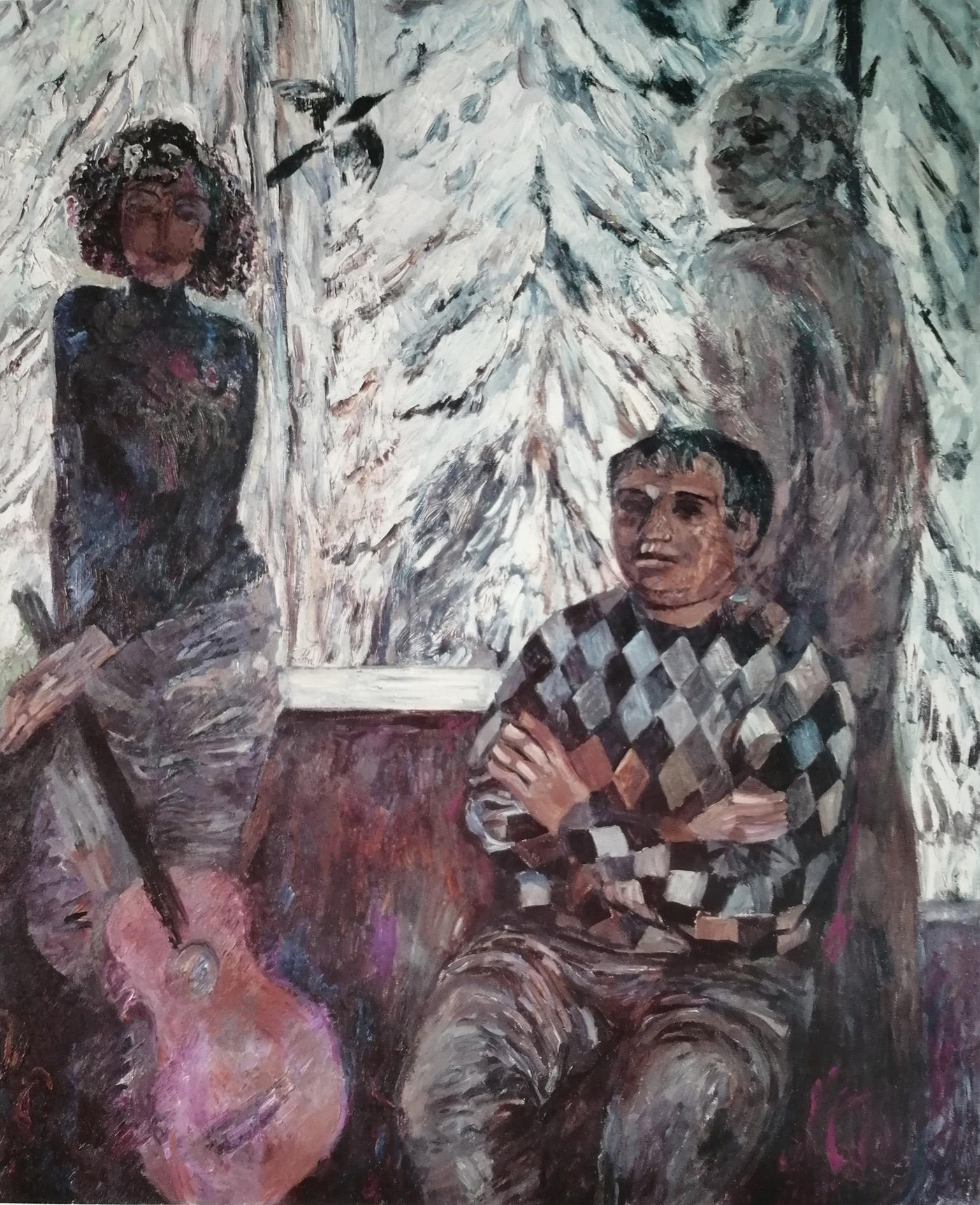
И. Вышеславская. Сенеж. Автопортрет с Виктором Пивоваровым и Эдуардом Гороховским. 1975

В 1954 году окончил Одесский строительный институт по специальности «архитектура». Первые учителя по живописи, рисунку, истории искусств — А. Постель, Т. Фрайерман, Г. Готгельф, А. Копылов. В этом же году переезжает в Новосибирск, здесь его работами иллюстрируют детский альманах «Золотые искорки», который издавало Новосибирское книжное издательство (НКИ). В следующем году издаётся первая книжка с его рисунками, после чего каждый год выходило по несколько книг с работами художника. Он иллюстрирует политическую литературу, прозу и поэзию новосибирских писателей. Гороховский внёс большой вклад в развитие цветной печати в Новосибирске.
В 1955 году впервые участвовал в официальной выставке Новосибирского союза художников. В 1968 году был принят в Союз художников СССР.
В 1971 году участвует в официальных и неофициальных советских и зарубежных выставках, его произведения получили музеи США, Европы и Австралии.
В 1973 году художник переезжает из Новосибирска в Москву, однако продолжает сотрудничать с НКИ, иллюстрируя книги новосибирских писателей. С 1974 года принимал участие в неофициальных, полуофициальных и официальных отечественных и зарубежных выставках.
С 1991 года жил в Германии (Оффенбах-ам-Майн).

## Семья
- Первая жена — Гринкевич Лидия Алексеевна (архитектор)
- Сын от первого брака — художник Евгений Гороховский.
- Вторая жена — Фейгина Нина

## Работы находятся в музейных собраниях
- Новый музей. Санкт-Петербург, Россия.
- Государственная Третьяковская галерея. Москва, Россия.
- Государственный музей изобразительных искусств им. А. С. Пушкина. Москва, Россия.
- Государственный Русский музей. Санкт — Петербург, Россия.
- Московский музей современного искусства, Москва, Россия.
- Государственный центр современного искусства, Москва.
- Музей АРТ4, Москва.
- Царицыно (музей-заповедник). Москва, Россия.
- Галерея Альбертина. Вена, Австрия.
- Музей Людвига. Форум международного искусства. Аахен, Германия.
- Дрезденский государственный музей. Дрезден, Германия.
- Еврейский музей. Франкфурт на Майне, Германия.
- Музей «Альфа — Кьюбик». Токио, Япония.
- Jane Voorhees Zimmerli Art Мuseum. Rutgers, The State University of New Jersey). Нью-Джерси, США.
- Egon Schiele Art Centrum. Чески-Крумлов, Чехия.
- Государственный Литературный музей. Москва, Россия.

## Персональные выставки
- 2010 — «Die Vierte Dimension». Galerie und ART Management M. Sandman. Берлин, Германия.
- 2009 — «Eduard Gorokhovski». Galerie LA BRIQUE. Frankfurt am Main, Германия
- 2009 — «Иллюстрации памяти». Галерея «Файн арт». Москва, Россия.
- 2008 — «Выставка Эдуарда Гороховского». Галерея «Файн арт». Москва, Россия.
- 2008 — «Озорная графика». Green ART Gallery, Пермь.
- 2007 — «Портрет художника». Музей актуального искусства ART4.RU. Москва, Россия.
- 2007 — «Озорные рисунки». Галерея «Файн арт». Москва, Россия.
- 2007 — «Vor dem „Iceberg“». Pasinger Fabrik. Мюнхен, Германия.
- 2007 — «Eduard Gorokhovski». Galerie und ART Management M. Sandman. Берлин, Германия.
- 2006 — «Eduard Gorokhovski». Jane Voorhees Zimmerli Art Museum. Нью Джерси, США.
- 2006 — «Семейный Альбом». Графика. Галерея «Файн арт». Москва, Россия.
- 2005 — «Русские портреты». Галерея «Файн арт». Москва, Россия.
- 2005 — «В стране чудес». Государственный литературный музей. Москва, Россия.
- 2004 — «Границы прямоугольника — мое безграничное пространство». Государственный Русский музей. Санкт — Петербург, Россия.
- 2004 — «Границы прямоугольника — мое безграничное пространство». Галерея «Файн арт». Москва, Россия.
- 2004 — «Мастер и Маргарита». Галерея Мастеров. Москва, Россия.
- 2004 — «Пейзаж». Галерея «Файн арт». Москва, Россия.
- 2003 — «Черный прямоугольник». Галерея «Файн арт». Москва, Россия.
- 2002 — «Выставка Эдуарда Гороховского». Новосибирская картинная галерея. Новосибирск, Россия.
- 2002 — «Черно-.белая живопись Эдуарда Гороховского». Галерея «Файн арт». Москва, Россия.
- 2002 — «Zeitenwende — Wendezeit». Galerie und ART Management M. Sandman. Берлин, Германия.
- 2001 — «Квадрат, опять квадрат». Центр современного искусства. Москва, Россия.
- 2000 — «Выставка Эдуарда Гороховского». Галерея «Файн арт». Москва, Россия.
- 1999 — «Выставка Эдуарда Гороховского». Государственная Третьяковская галерея. Москва, Россия.
- 1999 — «Eduard Gorokhovski». Galerie Zellermayer. Берлин, Германия.
- 1998 — «Eduard Gorokhovski». Galerie Brumme. Франкфурт на Майне, Германия.
- 1998 — «Archäologie des Bildes. Eine Retrospektive». Haus der Wissenschaft und Kultur der Russischen Föderation. Берлин, Германия.
- 1998 — «Выставка Эдуарда Гороховского». Галерея МАРС. Москва, Россия.
- 1997-1998 — «Glück ist die Realität der Utopie». Jüdischen Museum. Frankfurt am Main, Германия.
- 1997-1998 — «Eduard Gorokhovski». Kulturforum in der Stadtresidenz. Оберурзель Германия.
- 1997 — «Phantasie in Collagetechnik». Russisches Kulturinstitut. Вена, Австрия.
- 1997 — «Archäologie des Bildes». Rathaus. Бад-Ольдесло, Германия.
- 1997 — «Achtung! Aufnahme!». Galerie Brumme. Франкфурт на Майне, Германия.
- 1997 — «Archäologie des Bildes». Leo-Lippmann-Saal Finanzbehörde der Freien und Hansestadt. Гамбург, Германия.
- 1996 — «Eduard Gorokhovski». Galerie «Karenina». Вена, Австрия.
- 1996 — «Eduard Gorokhovski». Galerie und ART Management M. Sandman. Берлин, Германия.
- 1995 — «Выставка Эдуарда Гороховского». Галерея МАРС. Москва, Россия.
- 1994 — «Eduard Gorokhovski». Galerie Rahmel und Partner. Кёльн, Германия.
- 1994 — «Eduard Gorokhovski». Galerie Altstadtgalerie. Бад-Камберг, Германия.
- 1994 — «Eduard Gorokhovski». Galerie Kreiter-Kuhn. Майнц, Германия.
- 1994 — «Eduard Gorokhovski». Galerie Inge Beacker. Кёльн, Германия.
- 1994 — «Im Schatten der Hoffnung». Literaturhause. Франкфурт на Майне, Германия.
- 1994 — «Выставка Эдуарда Гороховского». Центральный Дом художника. Москва, Россия.
- 1993 — «Auf der Suche nach der Yerlorenen Zeit». Galerie-A. Штутгарт, Германия.
- 1992 — «Album». Galerie «Karenina». Вена, Австрия.
- 1992 — «Eduard Gorokhovski». Calerie «Angela». Висбаден, Германия.
- 1991 — «Eduard Gorokhovski». Calerie P. Nowitzki. Варшава, Польша.
- 1990 — «Eduard Gorokhovski». Calerie Scherberg. Лос-Анджелес, США.
- 1990 — «Eduard Gorokhovski». Calerie Helen Drutt. Нью-Йорк, N.Y., США.
- 1989-1990 — «Eduard Gorokhovski». C.A.S.E. Museum of Contemporary Russian Art. Джерси-Сити, N.Y., США.
- 1989-1990 — «Выставка Эдуарда Гороховского». Первая галерея. Москва, Россия.
- 1989 — «Russian Magic» (with U. Sobolev). Calerie Ost-West. Цюрих, Швейцария.
- 1989 — «Graphic Work by Soviet Artists» (with U. Sobolev). Calerie Ost-West. Цюрих, Швейцария.
- 1977 — «Eduard Gorokhovski». Канберра, Австралия.
- 1967 — «Выставка Эдуарда Гороховского». Выставочный зал СХ СССР. Новосибирск, СССР.

## Музейные выставки
- 2008 — «Власть воды». Государственный Русский музей. Санкт-Петербург, Россия.
- 2007 — «Путешествие „Черного квадрата“». Государственный Русский музей. Санкт-Петербург, Россия.
- 2007 — «Политическое искусство в России. СОЦ-АРТ»". Государственная Третьяковская галерея. Москва, Россия.
- 2006 — «Коллаж в России. XX век»". Государственный Русский музей. Санкт-Петербург, Россия.
- 2006 — «Soviet Alternative ART 1956 1988»". State Museum of Contemporary ART Costakis Collektion. Афины, Греция.
- 2005 — «Москва — Варшава 1900—2000 г.г»". Государственная Третьяковская галерея. Москва, Россия.
- 2005 — «Варшава — Москва 1900—2000 г.г»". Национальная галерея искусств Захента. Варшава, Польша.
- 2005 — «АРТ — Москва». 9- я международная художественная ярмарка. Центральный Дом художника. Москва, Россия.
- 2005 — «Жар — птица». Государственный Литературный музей. Москва, Россия.
- 2005 — «8- я Международная биеннале графики стран Балтийского моря». Калининград, Россия.
- 2004 — «Персональная выставка и вечер памяти Эдуарда Гороховского». Государственная Третьяковская галерея. Москва, Россия.
- 2004 — «Москва-Берлин 1950—2000». Государственный исторический музей. Москва, Россия.
- 2003 — Арт — Манеж. Санкт-Петербург, Россия.
- 2003 — «55 офортов». Студия «Сенеж». Государственный музей изобразительных искусств имени А. С. Пушкина. Москва, Россия.
- 2003 — «АРТ — Москва». Международная месса. Центральный Дом художника. Москва, Россия.
- 2003 — Internationale Messe. Франкфурт на Майне, Германия.
- 2003 — «VI International Art Triennale Majdanek 2003». The state Museum at Majdanek. Люблин, Польша.
- 2002 — «АРТ — Москва». Международная месса. Центральный Дом художника. Москва, Россия.
- 2001 — «Art Brut, Kunst nach 1960». Internationale Messe für Editionen. Кёльн, Германия.
- 2001 — «Realities and Utopias». Permanente Ausstellung. Jane Voorhees Zimmerli Art Museum. Нью-Джерси, США.
- 2001 — «Вторая интернациональная биеннале современной графики». Новосибирская картинная галерея. Новосибирск, Россия.
- 2001 — «АРТ — Москва». 5-я интернациональная ярмарка. Центральный Дом художника. Москва, Россия.
- 2001 — «Копилки». Государственный Русский музей. Санкт-Петербург, Россия.
- 2000 — «VI International Art Triennale Majdanek 2000». The state Museum at Majdanek. Люблин, Польша.
- 2000 — Art Fair Madrid. ARCO, International Contemporary Art. Мадрид, Испания.
- 2000 — «Time Timeless». Egon Schiele Art Centrum. Чески-Крумлов, Чехия.
- 2000 — Internationaler Kunstmarkt. Кёльн, Германия.
- 2000 — «Искусство XX века». Постоянная экспозиция. Государственная Третьяковская галерея. Москва, Россия.
- 2000 — «Сериалы»". Государственный центр современного искусства. Москва, Россия.
- 2000 — «Интернациональное искусство»". Галерея SL. Пермь, Россия.
- 1999 — «Русское искусство конца 1950-начала 1980-х годов. От абстракционизма до концептуализма»". Музей современного искусства. Москва, Россия.
- 1999 — «Послевоенный русский авангард». Из собрания Ю. Трайсмана. Государственный Русский музей. Санкт-Петербург, Россия.
- 1999 — «Послевоенный русский авангард». Из собрания Ю. Трайсмана. Государственная Третьяковская галерея. Москва, Россия.
- 1999 — «Книга художника. 1970—1990-е годы». Государственный музей изобразительных искусств имени А. С. Пушкина. Москва, Россия.
- 1999 — «Первая международная новосибирская биеннале графики». Новосибирская картинная галерея. Новосибирск, Россия.
- 1999 — «The postwar Russian Avantgarde». Miami University Art Museum, Оксфорд, Огайо, США.
- 1999 — «Kunst im Untergrund». Museum Albertina (Wien). Вена, Австрия.
- 1999 — «International biennal drawing and Graphik Arts». Gallery of the Museum of Art. Esterhäzy Palace. Дьёр(Győr), Венгрия.
- 1998 — «Russlands zweite Avantgarde». Museum Moderner Kunst. Пассау, Германия.
- 1998 — «Druha ruska Avantgarda». Egon Schiele Art Centrum. Чески-Крумлов, Чехия.
- 1997 — «Мир коллекционера. Взгляд современника». Из коллекции Е. М .Нутовича. Государственный музей изобразительных искусств имени А. С. Пушкина. Москва, Россия.
- 1997 — «Мир чувственных вещей в картинках. Конец XX века». Государственный музей изобразительных искусств имени А. С. Пушкина. Москва, Россия.
- 1996 — «Die Farbe der Zeit». Kunstverein Salzgitter e. V.. Зальцгиттер, Германия.
- 1996 — «Die Farbe der Zeit». Museumsverein für das Furstentum Lüneburg. Люнебург, Германия.
- 1996 — «Flug- Entfernung -Verschwinden». Haus am Waldsee. Берлин, Германия.
- 1996 — «Flug- Entfernung -Verschwinden». Stadtgalerie im Sophienhof Kiel. Киль, Германия.
- 1996 — «Галерея в галерее». Государственная Третьяковская галерея. Москва, Россия.
- 1995-1996 — «Die Farbe der Zeit». Burgmuseum Querfurt. Кверфурт (Querfurt), Германия.
- 1995 — Wilhelm-Hack-Museum. Людвигсхафен-на-Рейне, Германия.
- 1995 — Lindenau-Museum. Альтенбург, Германия.
- 1995 — documenta-Halle. Кассель, Германия.
- 1995 — «Russian Jewish Artists in a Century of Change 1890—1990». Jewish Museum (New York City). Нью-Йорк, США.
- 1995 — «From Gulag to Glasnost». The Jane Voorhees Zimmerli Art Museum. Нью-Йорк, США.
- 1995 — «Letat — Odejit — Zmizet». Konzeptuelle Moskauer Kunst 70-90. Galerie Hlavniho Mesta Prahy. Прага, Чехия.
- 1995 — Lindenau-Museum. Альтенбург, Германия.
- 1994 — «Fluchtpunkt Moskau». Ludwig Forum für Internationale Kunst. Аахен, Германия.
- 1994 — «No! — and the Conformists». Królikarnia-Palast. Варшава, Польша.
- 1994 — «No! — and the Conformists». Государственный Русский музей. Санкт-Петербург, Россия.
- 1993 — Манеж «ART-MIF». Москва, Россия.
- 1993 — «Checkpoint Charlie». Berlin Museum. Берлин, Германия.
- 1993 — «Национальные традиции и постмодернизм». Государственная Третьяковская галерея. Москва, Россия.
- 1993 — «Adresse provisoire pour Iärt contemporain russe». Musée de La Poste. Париж, Франция.
- 1992 — «Классический музей и современность». Государственный музей изобразительных искусств имени А. С. Пушкина. Москва, Россия.
- 1991 — «Другое искусство». Государственный Русский музей. Санкт-Петербург, Россия.
- 1991 — Museum der modernen Kunst. Торунь, Польша.
- 1991 — «Moskau -Washington». Museum der modernen Kunst. Вашингтон, США.
- 1991 — «Диаспора-1». Центральный Дом художника. Москва, Россия.
- 1991 — «Диаспора-2». Центральный Дом художника. Москва, Россия.
- 1990-1991 — «Вашингтон-Москва». Государственная Третьяковская галерея. Москва, Россия.
- 1990 — «Sowjetkunst aus der Ludwigsammlung». Kunsthalle Lund. Лунд, Швеция.
- 1990 — «Schätze im Schmutz». Kunstmuseum Tampere. Тампере, Финляндия.
- 1990 — «In Russland und jenseits seiner Grenzen». Stedelijk Museum. Амстердам, Швеция.
- 1990 — «Zeitgenössische russische Kunst». The Aldrich Museum of Contemporary Art. Ridgefield, Connecticut, США.
- 1990 — «Russische zeitgenössische Kunst». Музей «Альфа — Кьюбик». Токио, Япония.
- 1990 — Городской музей искусств. Томск, СССР.
- 1990 — «Другое искусство». Государственная Третьяковская галерея. Москва, Россия.
- 1990 — «Современные художники — Малевичу». Государственная Третьяковская галерея. Москва, Россия.
- 1989 — 1000 работ живописи и графики из коллекции Т. и Н. Колодзей. Государственный музей искусств Узбекской ССР. Ташкент. СССР.
- 1989 — «Die Kunst der letzten zehn Jahre». Museum moderner Kunst. Вена, Австрия.
- 1988 — «Живопись, графика». Выставка из собрания В. Тарасова. Центральный выставочный зал. Вильнюс, Литовская СР, СССР.
- 1988 — «Russische Kunst von Lenin bis Gorbatschov». Kulturzentrum «Botanik». Брюссель, Бельгия.
- 1988 — «Ich lebe — Ich sehe». Kunstmuseum Bern. Берн, Швейцария.
- 1988 — «Выставка художественных произведений 16-20 веков». Из собрания Г. Басмаджана. Государственная Третьяковская галерея. Москва, Россия.
- 1988 — «Выставка художественных произведений 16-20 веков». Из собрания Г. Басмаджана. Государственный Эрмитаж. Санкт-Петербург, Россия.
- 1984 — «Photographie in the Art». Tartu Art Gallery. Тарту, Эстонская СР, СССР.
- 1981 — «25 Jahre inoffizieller russische Kunst 1956—1981». C.A.S.E., Museum of Soviet Unofficial Art, Cremona Foundation, Нью-Йорк. N.Y. США.
- 1981 — «Russian New Wave». Soho International Art Center Cremona Foundation. Нью-Йорк, N.Y., США.
- 1974 — «Первая всероссийская выставка рисунка». Государственный Русский музей. Ленинград, СССР.